# Paolo Pucci
Paolo Pucci   (Roma, 21 d'abril de 1935) és un nedador i waterpolista italià, ja retirat, que va competir durant la dècada de 1950.
El 1956 va prendre part en els Jocs Olímpics d'Estiu de Melbourne, on fou quart en la competició de waterpolo. En aquests mateixos Jocs quedà eliminat en semifinals en la cursa dels 100 metres lliures del programa de natació.
Com a nedador en el seu palmarès destaquen una medalla d'or, una de plata i una de bronze al Campionat d'Europa de natació de 1958, tres medalles d'or als Jocs del Mediterrani de 1959 i vuit campionats nacionals. Com a waterpolista destaca una medalla d'or als Jocs del Mediterrani de 1955 i la lliga italiana de 1956.